# Ludmila Ordnungová
Ludmila Ordnungová rozená Lundáková (* 16. srpna 1934) je československá hráčka basketbalu (vysoká 177 cm). Je zařazena na čestné listině mistrů sportu. V roce 2005 byla uvedena do Síně slávy České basketbalové federace.
Patřila mezi opory basketbalového reprezentačního družstva Československa, za které v letech 1954 až 1961 hrála celkem 62 utkání a má významný podíl na dosažených sportovních výsledcích. Zúčastnila se dvakrát mistrovství světa a jednoho mistrovství Evropy v basketbale žen, na nichž získala celkem 3 bronzové medaile za třetí místa (MS 1957, 1959 a ME 1958). Na Mistrovství světa 1957 v Rio de Janeiro byla vyhlášena miss (nejkrásnější dívkou) celého šampionátu. Reprezentační kariéru zakončila v roce 1961 v souvislosti s narozením syna.
V československé basketbalové lize žen hrála celkem 8 sezón (1954-1962), všechny za Spartu Praha (Spartak Sokolovo), v nichž s týmem získala v ligové soutěži jedenkrát titul mistra Československa (1958), dvakrát druhé a třikrát třetí místo.
S týmem Sparty Praha se zúčastnila FIBA Poháru evropských mistrů v basketbale žen v sezóně 1958/59, tým se probojoval mezi čtyři nejlepší družstva a podlehl až v semifinále proti Slavia Sofia.,
Její manžel JUDr. Nikolaj Ordnung byl ligovým hráčem v letech 1953 až 1960 v týmech Ekonom Praha a Slavia VŠ Praha. Za reprezentační družstvo Československa hrál na ME 1957 (3. místo). V sezoně 1968-1969 byl trenérem družstva mužů Slavia VŠ Praha, se kterým získal titul mistra Československa a vítězství v Poháru vítězů pohárů (PVP), když porazili Dinamo Tbilisi 80:74. Byl trenérem reprezentačního družstva Československa na ME 1969 (3. místo), na MS 1970 (6. místo) a ME 1971 (5. místo). V roce 1981 na ME v Praze byl asistentem trenéra Pavla Petery a tým získal bronzové medaile za třetí místo. V přestávkách trenérské kariéry pracoval jako expert v Hospodářské a sociální komisi OSN pro Asii a Pacifik (1964-1968 a 1972-1977) a jako regionální poradce v Asii pro OSN (1997-2000). Několik let žil v Bangkoku.

## Sportovní kariéra

### Basketbal
- klub: 1954-1961 Sparta Praha (Spartak Sokolovo, Sparta ČKD Praha)
- celkem 6 medailových umístění: mistryně Československa (1958), 2x 2. místo (1956, 1957), 3x 3. místo (1959 až 1961), 5. místo (1955), 6. místo (1962)
- Československo: 1954–1961 celkem 62 mezistátních zápasů, na MS a ME celkem 65 bodů ve 17 zápasech
- Mistrovství světa: 1957 Rio de Janeiro (15 bodů /5 zápasů), 1959 Moskva (16 /6), na MS celkem 31 bodů v 11 zápasech
- Mistrovství Evropy: 1958 Lodž, Polsko (34 /6)
- úspěchy: Mistrovství světa v basketbalu žen: 2x 3. místo (1957 a 1959) • Mistrovství Evropy v basketbalu žen 3. místo (1958)
- FIBA Pohár evropských mistrů v basketbale žen, 1x v semifinále (1959)